# Wasylków
Wasylków (ukr. Васильків, Wasylkiw) – miasto na Ukrainie, w obwodzie kijowskim, w rejonie obuchowskim. Do 2020 roku siedziba władz rejonu wasylkowskiego.

## Historia
W 988 r. zbudowano tutaj z rozkazu Włodzimierza Wielkiego fortecę chroniącą Kijów od południa.
Pierwsza wzmianka pochodzi z 996 r. W 1586 r. wprowadzono prawo magdeburskie.
1796 r. Wasylków otrzymał status miasta. Później siedziba ujezdu wasylkowskiego.
W 1968 r. miasto liczyło 24,7 tys. mieszkańców.
W 1989 r. liczyło 40 277 mieszkańców.
W 2024 r. liczyło 39 084 mieszkańców.
26 lutego 2022 miała miejsce bitwa o Wasylków. Również 26 lutego 2022, po bombardowaniu przez rosyjskie rakiety, zapalił się skład paliwa.

## Gospodarka
W mieście rozwinął się przemysł elektromaszynowy, skórzany, mleczarski oraz ceramiczny.

## Cerkwie

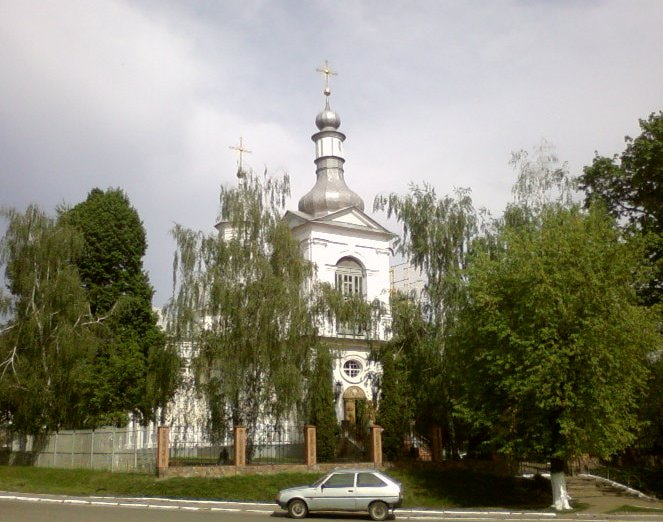
Cerkiew św. Mikołaja
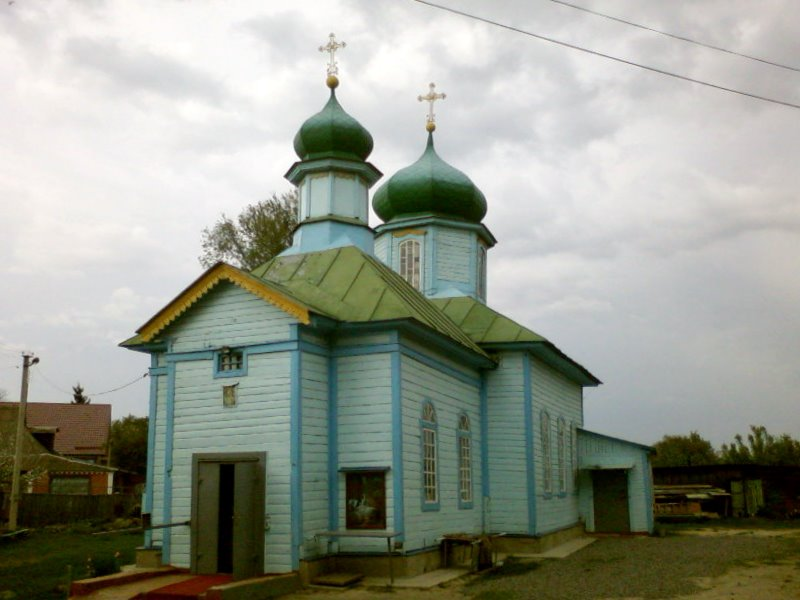
Cerkiew Narodzenia Matki Bożej
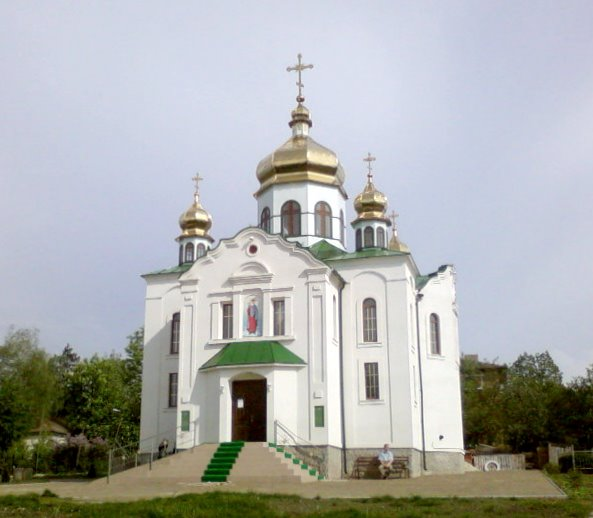
Cerkiew Świętego Księcia Włodzimierza